# Rahtla
Rahtla je malá přímořská vesnice, v západní části ostrova Saaremaa, u zátoky Tagalaht Baltského moře, v kraji Saaremaa v Estonsku.

## Historie a populace
Před správní reformou Estonska v roce 2017 patřila vesnice Rahtla do obce Mustjala. Ke konci roku 2000 zde bylo trvale přihlášeno 75 obyvatel a ke konci roku 2021 zde bylo trvale přihlášeno 12 obyvatel.

## Další informace
Velká část katastru vesnice se nachází v Přírodní rezervaci Koorunõmme (Koorunõmme looduskaitseala). Rahtla na jihu sousedí s vesnicí Abula, její podstatná část je zalesněná a v severní části jsou jezera Kivijärv, Ruusmetsa järv a Kooru järv s mokřady. Na pobřeží je klidná pláž Rahtla (Rahtla rand) a nízké vápencové útesy/klify Abula klif (Abula pank) a Merise klif (Merise pank) s maximální výškou přes 3 m a s četnými nálezy mořských fosilií. Jsou zde také pobřežní turistické trasy Turistická trasa Abula (Abula matkarada) a Naučná stezka Abula-Kalasna (Abula-Kalasma õpperada) a zajímavostí je také chátrající hlídková věž z období Sovětského svazu na pobřeží.

## Galerie

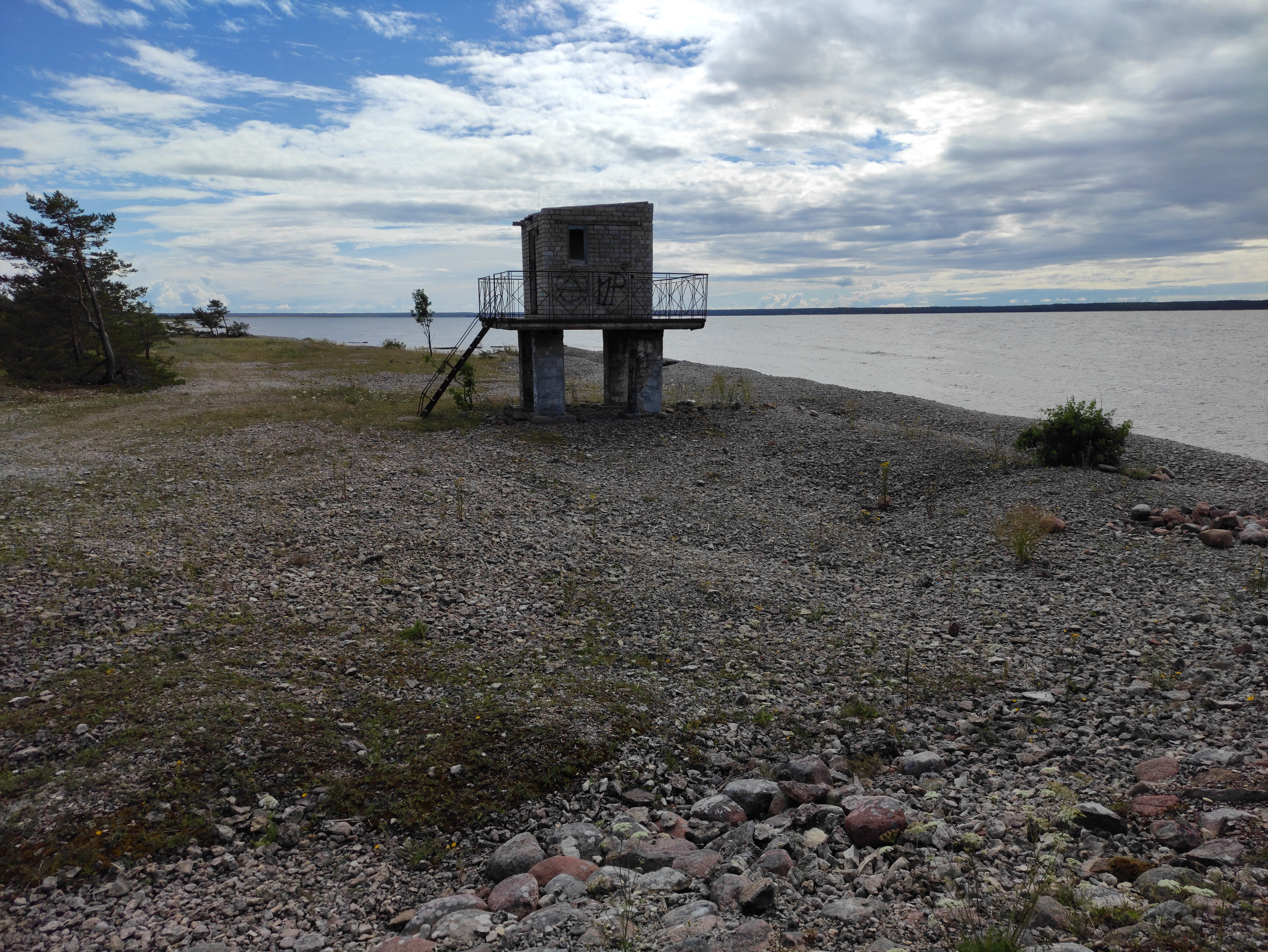
Hlídková věž